# Георги Долапчиев (политик)
Вижте пояснителната страница за други личности с името Георги Долапчиев.
Георги Йорданов Долапчиев е български юрист. Кмет на Сливен в периода 1902 – 1905 година, народен представител в периода 1911 – 1914 година.

## Биография
Роден е през 1865 година в град Сливен в семейството на долапчията Йордан Ненчев и на Щилияна Апостолова. Семейството живее в сегашния квартал Ново село.

## Ранни години
Като юноша е кундурджийски–обущарски чирак. Бъдещият генерал Никола Жеков, роднина на майката на Георги, го насърчава да продължи образованието си в Руската империя. Заминава за обучение в Киевската духовна семинария на 16 години, през 1881 година. Завършил семинарията, през 1892 година Георги постъпва в Юридическия факултет на Московския императорски университет. По време на студентските си години, бъдещият юрист работи като търговец и е санитар-доброволец в Средна Азия.

## Адвокат
След завършването си през 1896 година се връща в родния си Сливен и се включва в обществения живот на града. Адвокатската му кариера продължава общо 32 години. Често дава безплатни правни съвети на своите съграждани, без разлика от състояние и етнос. Подпомага жертвите на арменския геноцид от Първата световна война.

## Политик
Член на русофилската Прогресивнолиберална партия, известна като „цанковисти“. От 29 април 1902 година до 7 февруари 1905 година е кмет на Сливен. По време на неговия мандат започва строежа на жп линията Сливен-Зимница и проучване на водоснабдяването на града. Завършени са Минералните бани – сегашните Сливенски минерални бани- и училище „Ген. Кесяков“. Създаден е лозов разсадник за подмяна на поразените от филоксера лозя, започва и разработката на каменовъглените мини.
Георги Долапчиев е и народен представител в Петото велико народно събрание от 1911 година и в Петнадесетото обикновено Народно събрание от 1911 – 1914 година.

## Други
Председател е на читалище „Зора“ в Сливен и на „Дружество за икономическо повдигане на град Сливен“. От 1905 до 1918 г. участва в "Дружества за дирене и експлоатация на каменовъглени мини „Минов-Долапчиев и Сие“, работещи в района на Чумерна и Качулка. Църковен настоятел при катедралния храм „Св. Димитър“ – Сливен от 1914 година до смъртта си. Прекарва последните си години заобиколен от роднини от три поколения и дълбоко уважаван от всички свои съграждани. Умира на 10 септември 1961 година, на преклонната възраст от 96 години.

## Семейство
След завръщането си в Сливен през 1896 година се жени за Минка Иванова Чинтулова (1875 – 1958), племенница на поета Добри Петров Чинтулов. Семейството живее в родната къща на Георги, а след това в къщата на адрес ул. „Добри Чинтулов“ 4. Георги има четири достигали до пълнолетие деца: Щилияна (Абрашева), Елен(к)а (Еринин), Екатерина (Станева) и Йордан.